# 偶像大師 灰姑娘女孩角色列表
偶像大師灰姑娘女孩角色列表列出日本 mobage 手機平台的卡牌遊戲《偶像大師 灰姑娘女孩》的角色和介紹。
《偶像大師》本系的角色請參見 偶像大師系列角色列表。

## 卡片偶像角色
《偶像大師 灰姑娘女孩》共 190 個偶像角色，另包含 4 個非偶像的「TRAINER」角色。每個偶像角色分別屬於 CUTE、COOL、PASSION 的其中一個屬性。韩国版另外有3名专属的偶像角色，随着韩国版停止运营，而没再被本游戏使用。

### CUTE
CUTE（キュート）屬性的角色以可愛或大小姐類型為主。卡牌顏色粉紅。徽號為花。

#### NORMAL （CUTE）
島村卯月（配音：大橋彩香）
游戏设定
遊戲初始時選定「CUTE」屬性之後能得到的第一張卡牌，是「CUTE」屬性的代表，留著棕色的長髮，髮梢微曲，经常会梳出一小束头发扎辫。愛稱是「しまむー」
特訓合成為「NORMAL+」之後，舞台服裝是「PINK CHECK SCHOOL」（ピンクチェックスクール），與小日向美穗、五十嵐響子組成偶像組合「PINK CHECK SCHOOL」在特別活動中出場。
在特別活動中與澀谷凜、本田未央組成3人的偶像組合「new generations」（ニュージェネレーションズ）出場。
第五届灰姑娘总选举第一位得主。
動畫版
女主角之一，從第一集開始出場。高中二年級生，在訓練所不斷練習跳舞，雖然在第一次「CINDERELLA PROJECT」的輪選中落敗，最終能夠通過補選，成為「CINDERELLA PROJECT」的一員。被製作人選上的原因是其笑容，這亦是她個人十分自信的一點。
性格樂觀，十分單純。遇到挑戰都會笑著說「我會加油的!」，被本田未央說是「天然呆」。
因到澀谷家的花店買花而認識澀谷凜，後來一起加入346事務所的「CINDERELLA PROJECT」之後二人成為了好朋友。
與澀谷凜、本田未央組成3人的偶像組合「new generations」，首次登上舞台演出是作舞蹈員替城崎美嘉伴舞，後來正式發行 CD 出道，主打單曲。
在看到CINDERELLA PROJECT其他成員各自挑戰不同的可能性，擔心自己什麼都做不到而被拋下而逐漸失去自信，但在同伴的鼓励下重新登上舞台，在24集後半以S(mile)ing宣告復活。第25話結尾和小日向美穗以及新加入的五十嵐響子，組成「PINK CHECK SCHOOL」（ピンクチェックスクール）。
中野有香（配音：下地紫野）
游戏设定
於原宿區域首次出場，留著雙馬尾的黑髮少女。
「NORMAL」卡牌時神情比倔強，穿著「神誠道場」的空手道服，特訓合成為「NORMAL+」之後，舞台服裝是可愛系的「Yellow Lily」（イエローリリー）。
與水本紫、椎名法子、今井加奈、間中美里組成偶像組合「Yellow Lily」於特別活動中出場。
動畫版
於第一季第10集中與水本紫、椎名法子，在東京原宿竹下通一起逛街，以路人的身份出場。
水本紫（配音：藤田茜）
游戏设定
於原宿區域首次出場，留著淺棕色長髮。自小練習吹笛子，有著相當不俗的音樂感。
特訓合成為「NORMAL+」之後，舞台服裝是「Yellow Lily」（イエローリリー）。
與中野有香、椎名法子、今井加奈、間中美里組成偶像組合「Yellow Lily」於特別活動中出場。
動畫版
於第一季第10集中與中野有香、椎名法子，在東京原宿竹下通一起逛街，以路人的身份出場。
福山舞
於澀谷區域首次出場，留著馬尾的黑髮小女孩。
是10歲的小學生，在學校裡習得踏單輪車這項特別技能。
動畫版
在第十七話中出場，於 Totokira學園（とときら学園）中演幼稚園學生角色。
椎名法子（配音：都丸千代）
游戏设定
於澀谷區域首次出場，留著馬尾的紅髮少女。
非常喜愛甜甜圈，逛街時也經常抱著一大袋甜甜圈。
特訓合成為「NORMAL+」之後，舞台服裝是「Yellow Lily」（イエローリリー）。
與中野有香、水本紫、今井加奈、間中美里組成偶像組合「Yellow Lily」於特別活動中出場。
動畫版
於第一季第10集中與中野有香、水本紫，在東京原宿竹下通一起逛街，以路人的身份出場。
今井加奈
於澀谷區域首次出場，髮色淺褐色，留著雙馬尾的少女。
希望知道更多關於偶像的事和社會的事。特訓合成為「NORMAL+」之後，舞台服裝是可愛系的「Yellow Lily」（イエローリリー）。
與中野有香、水本紫、椎名法子、間中美里組成偶像組合「Yellow Lily」於特別活動中出場。
持田亞里沙
於秋葉原區域首次出場，留著淺栗色長髮，髮梢卷曲。
從前是幼稚園老師，當了偶像之後現在也常以「亞里沙老師」自稱，因為曾在幼稚園工作的關係，懂得彈鋼琴和風琴。
右手上經常戴著小兔子手套布偶，特訓合成為「NORMAL+」之後，舞台服裝是「Pink Dot Balloon」（ピンクドットバルーン」）。
與三村加奈子、緒方智繪里、柳瀨美由紀組成偶像組合「Pink Dot Balloon」於特別活動中出場。
三村加奈子（配音：大坪由佳）
游戏设定
於秋葉原區域首次出場，留著土黃色及肩短髮的少女。
十分擅長做小點心，經常製作蛋糕、曲奇等小點心來款待身邊的人。
剛開始加奈對於自己的體重有些自卑，因此一直在嘗試各種減肥方法，但效果都不是很明顯。
特訓合成為「NORMAL+」之後，舞台服裝是「Pink Dot Balloon」（ピンクドットバルーン」），與持田亞里沙、緒方智繪里、柳瀨美由紀組成偶像組合「Pink Dot Balloon」於特別活動中出場。
動畫版
十分擅長做小點心，會以小點心款待身邊的人來讓人快樂。因為常吃小點心，所以體態稍微有點兒豐滿。
被選上加入「CINDERELLA PROJECT」的14位偶像候補生之一，與雙葉杏、緒方智繪里組成3人的偶像組合「CANDY ISLAND」出道發行 CD，主打單曲「Happy x2 Days」。
於「CANDY ISLAND」的3人偶像組合中是性感的代表。
奧山沙織
於池袋區域首次出場。棕色頭髮，留著麻花辮子的少女。
特徵是經常戴著一副大眼鏡，眉毛很粗。特訓合成之後，不戴眼鏡，不紥頭髮。
間中美里
於池袋區域首次出場，留著淺棕色短髮的少女。
透過偶像活動的工作能到不同的地方感覺像旅行而感到開心。
特訓合成為「NORMAL+」之後，舞台服裝是可愛系的「Yellow Lily」（イエローリリー），與中野有香、水本紫、椎名法子、今井加奈組成偶像組合「Yellow Lily」於特別活動中出場。
小日向美穗（配音：津田美波）
游戏设定
於橫濱區域首次出場，留著黑色短髮的少女。
由於歌迷送給她的白色小熊娃娃很像製作人，因此亦把小熊娃娃叫作製作人。
特訓合成為「NORMAL+」之後，舞台服裝是「PINK CHECK SCHOOL」（ピンクチェックスクール），與島村卯月、五十嵐響子組成偶像組合「PINK CHECK SCHOOL」在特別活動中出場。
動畫版
346事務所其中一名前輩偶像。與佐久間麻由、川島瑞樹、城崎美嘉、日野茜組成偶像組合「Happy Princess」。
身形嬌小，性格有點害羞。
後期和島村卯月一同進行搭檔活動。
緒方智繪里（配音：大空直美）
游戏设定
於橫濱區域首次出場，束著雙馬尾的紅髮少女。
「SR級」卡牌多以天使的造型出場，得到千川千尋和向井拓海譽為很像天使的評價。
特訓合成為「NORMAL+」之後，舞台服裝是「Pink Dot Balloon」（ピンクドットバルーン」），與持田亞里沙、三村加奈子、柳瀨美由紀組成偶像組合「Pink Dot Balloon」於特別活動中出場。
動畫版
體型單薄。性格內向，十分害羞。喜欢收集四叶草或者四叶草状的物件。
被選上加入「CINDERELLA PROJECT」的14位偶像候補生之一，與雙葉杏、三村加奈子組成3人的偶像組合「CANDY ISLAND」出道發行 CD，主打單曲「Happy x2 Days」。
於「CANDY ISLAND」的3人偶像組合中是可愛的代表。
五十嵐響子（配音：種崎敦美）
於千葉區域首次出場，髮色橘子色，束著馬尾在右邊。
對於家務包括清掃、烹飪都十分了得。畫興正濃的她，即席用蕃茄醬在蛋包飯上面繪畫小兔子和小熊的圖案也是相當拿手，但是作画画风会异常得令人费解。体质也相当好，喜欢刺激的游乐园设施。
特訓合成為「NORMAL+」之後，舞台服裝是「PINK CHECK SCHOOL」（ピンクチェックスクール），與島村卯月、小日向美穗組成偶像組合「PINK CHECK SCHOOL」在特別活動中出場。
柳瀨美由紀
於千葉區域首次出場。髮色灰黑色，額前束著一條小辮子。
特訓合成為「NORMAL+」之後，舞台服裝是「Pink Dot Balloon」（ピンクドットバルーン」），與三村加奈子、緒方智繪里、持田亞里沙組成偶像組合「Pink Dot Balloon」於特別活動中出場。
櫻井桃華（配音：照井春佳）
游戏设定
「Normal」卡牌首次出現在「金幣」交換欄中。
留著及肩短的金色曲髮。說話時用有禮貌的丁寧語來表達，是很有教養的小女孩。
動畫版
在第十七話中出場，於 Totokira學園（とときら学園）中演幼稚園學生角色。
江上椿（えがみ つばき）
留著藍黑色長頭髮。「Normal」卡牌首次出現在「金幣」交換欄中。特訓合成之後的卡牌穿和服浴衣比較多。
經常到處攝影，也會和有共同嗜好的高森藍子常作攝影的交流。
長富蓮實
於埼玉區域首次出場。咖啡色微曲及肩短髮少女。
平常穿著八十年代大花圖案的懷舊連衣裙，這是受她母親喜歡從前的偶像所影響。
橫山千佳
於大阪區域首次出場。髮色淺土黃色，束著雙馬尾的小女孩。
與龍崎薰、市原仁奈同屬此作中最年少的偶像。
非常喜歡魔法少女系的動畫片，希望成為穿著魔法美少女服裝出場的偶像。
關裕美（配音：會澤紗彌）
於京都區域首次出場。留著棕色大曲長髮的小女孩。
因為性格率直而眼神銳利，讓她不擅長展現笑容而感到煩惱。隨著不斷進行的偶像工作活動，使她慢慢地自信起來。
靈巧的指尖使她很會製作小飾物。
太田優
於福岡區域首次出場。左右中分髮型，咖啡色及肩短髮，髮梢曲起。
經常抱著愛犬「Ackey」，這隻白毛的小狗部的毛被剪得像個圓球。常與水木聖來分享愛犬的事情。
左邊胸上有一顆黑痣，是在穿上特訓後比較性感的服裝時才會被展露出來。
棟方愛海（配音：藤本彩花）
於北海道區域首次出場。髮色棕紅，頭上梳著兩個小髮髻的少女。
對於女性的胸部有特殊的興趣，這也許是想成為偶像的原因。經常產生對「胸襲」其他偶像的念頭，對之展開作戰行動。這個行為已經遭到柳清良和木場真奈美等人拒絕，只有柳清良能实际地制止她的能力，可是海老原菜帆和白菊螢早就接受了這樣的「愛撫」。
藤本里奈（配音：金子真由美）
於仙台區域首次出場。留著金色及腰長髮，左邊頭髮剪短，右邊有很長的留海。平常時也塗著指甲、眼影和唇膏，耳上釘著幾個耳環，很澀谷系打扮的少女。
大原滿
於愛媛區域首次出場。棕色長髮，髮梢為螺旋捲的虎牙少女。
十分愛吃。可能因為家裡開麵包店，所以特別喜歡吃麵包。
遊佐梢（配音：花谷麻妃）
於沖繩區域首次出場。淺黃色微曲長髮少女。
充滿著稚氣的外表，卻擁有超凡的記憶才能，能很快地把劇本背誦。
和桐野綾是朋友。
大沼胡桃
於靜岡區域首次出場。灰黑色厚厚的長髮，和圓大的眼睛是其特徵。
擁有與其年齡不太相稱的巨乳，令她十分介意。
容易因情緒哭泣，甚至以至於因此流口水。
動畫版
在第九話中出現，与及川雫组成一个组合。
一之瀨志希（配音：蓝原琴美）
於長野區域首次出場。紫紅色長曲髮少女。
不隨波逐流的性格。對香水敏感，擅长制药，尤其是香水，因此連香水也是自己做的。
黑埼千岁（配音：佐仓薰）
与白雪千夜作为组合于2019年2月28日组曲活动首次出现在音乐节奏游戏中。自称吸血鬼的末裔。
由于产生了多个异常的首次（首次并非在卡牌游戏出现，而首先只在音乐节奏游戏出现，并且首次登场就已有配音），在爱好者群体中颇为争议。
白雪千夜（配音：關口理咲）
与黑埼千岁作为组合于2019年2月28日组曲活动首次出现在音乐节奏游戏中。出身于北海道，后来被千岁收留，将千岁称为“大小姐”并侍奉。
由于产生了多个异常的首次（首次并非在卡牌游戏出现，而首先只在音乐节奏游戏出现，并且首次登场就已有配音），在爱好者群体中颇为争议。

#### RARE （CUTE）
前川未來（配音：高森奈津美）
游戏设定
於原宿區域的關卡首次出場，挑戰成功之後是玩家獲得的第一張「R級」卡牌。
淺棕色及肩短髮，長著兩顆虎牙的少女。
非常喜歡貓，甚至言語和裝扮都模仿著貓。說話時，句末會加上一聲「～喵」的貓叫聲；特訓後的卡牌，衣著上都會帶有貓耳朵和貓尾巴。雖然很喜歡貓，卻極之討厭吃魚。愛吃肉和甜的東西。
跟島村卯月、澀谷凜、本田未央是好朋友。
在同人作品中曾出现认真的学生会长设定，之后在官方新出的卡片中也出现了相应设定，被认为是设定得到官方认可。
動畫版
被選上加入「CINDERELLA PROJECT」的14位偶像候補生之一，「～喵」的貓叫聲經常掛在口邊。貓耳朵經常帶在身邊，當演出時必定會戴上，這是她的獨特裝扮。
性格倔強好勝，因為不滿島村卯月、澀谷凜、本田未央三人最遲加入而卻得到較先的演出機會而不滿，亦因此要與她們三人對決以證明自己能勝過對方。事情沒有得到解決最終釀成佔領346咖啡室的事件，製作人解釋「CINDERELLA PROJECT」的全部成員都得到出道的機會，才讓前川未來平伏下來並和各人和好。
儘管被編配與多田李衣菜組成偶像組合，二人的偏好差異很大，喜愛可愛形象的她，和搖滾外型的多田李衣菜，經常因為這些事情而吵架，最终因長時間同居磨合，相互包容了對方並同意组成组合「*」（Asterisk，星號的意思，原意由於兩人風格不確定而無法命名充當填充位，反而得到兩人認同保留）出道發行 CD，主打單曲。
十分仰慕同样有角色形象的偶像前辈安部菜菜，但由于公司风格改革，安部菜菜曾被迫放弃自己的角色形象，最后在未来的鼓励保持原有的风格，之后和木村夏树与「*」组成新组合。
赤西瑛梨華
於秋葉原區域的舞台服裝集齊後首次出場。
留著麻花辮子的棕色頭髮少女。
擁有搞笑天賦，與難波笑美、上田鈴帆並列為灰姑娘女孩中的多才多藝表演藝人。
松原早耶
於池袋區域的關卡首次出場。是灰色短髮的少女。
臉部表情甚豐富的她，會展現出各種裝可愛裝害羞的表情，例如吐舌等；也很會利用手部動作來擺出這些甫士，例如用雙手做成心型，用手指放在口邊等等動作。
相原雪乃
於千葉區域的舞台服裝集齊後首次出場。
說話溫文儒雅，氣質高雅，喜歡喝紅茶。
宮本·芙蕾德莉卡（配音：高野麻美）
游戏设定
金色短髮的混血兒少女，父親是日本人，母親是法國人。5歲之後從巴黎移居回日本之後便沒有說法語，因此目前不會說法語。
擁有自由奔放不隨波逐流的性格。
動畫版
346事務所偶像，於第十八集中於雜誌中首次現身，預示為將會出場的可能。
被選上加入成為美城常務打造的 Project Krone 的成員之一，於 Autumn Festival 出道初演。
小早川紗枝（配音：立花理香）
游戏设定
留著淺灰色的長頭髮，平時穿著和服，說話時也是十分優雅，使用京都方言。
來自京都賀茂川附近的一個名門世家，家規相當嚴格。儘管受到母親嚴厲地教導傳統的日本舞蹈，卻十分喜歡，而且對母親也十分尊敬。
動畫版
是346事務所的偶像，在第二話出場時正在與小日向美穗一起在接受訪問。
第九話已與姬川友紀、輿水幸子組成3人偶像組合「可愛的我與棒球就是這樣」（可愛い僕と野球どすえ）。
西園寺琴歌（配音：安齋由香里）
粉紅色長髮，髮梢微曲，是一名富家大小姐偶像。
西園寺家的豪華大宅有僕人和廚師，她的房間甚至比錄音室還要大。因為家境富裕，教養也很好，平常說話都是使用有禮貌的丁寧語。有著豐富的海外旅行經驗。
雙葉杏（配音：五十嵐裕美）
游戏设定
淺土黃色長髮，悠閒懶散的乏力系少女。
平常穿著很隨便的鬆身衣著，其中以印著「工作便輸了（働いたら負け）」字樣的白色長T恤最具代表性。經常抱著的粉紅色小兔布偶是內藏著 MP3 播放器的。
經常打呵欠打瞌睡，表現得很疲倦乏力。言語上也頗多懶散的名句，例如：「下個假期是明天嗎？」、「很想一星期休息八天」等。
成為偶像的原因是希望透過收取版稅來過生活。平時懶散的她，收到愛吃的糖果後也會短暫地認真工作起來。
和同年齡的諸星煌梨是好朋友。
動畫版
個子十分矮小，臉蛋長得可愛。十分愛睡，經常都是在睡覺的狀態。常被個子高大的諸星煌梨抱起來。
非常愛吃糖果，偷懶躲起來睡覺時，諸星煌梨利用糖果把她引出來。雖然極之懶散，可是收了糖果之後，也會認真地工作起來。智商其實意外的高。
被選上加入「CINDERELLA PROJECT」的14位偶像候補生之一，與三村加奈子、緒方智繪里組成3人的偶像組合「CANDY ISLAND」出道發行 CD，主打單曲「Happy x2 Days」。
楊菲菲
平常時穿著紅色中國旗袍，頭上束著兩個髮髻的灰黑髮中國少女。
憧憬日本的偶像而從香港來到日本去，現在於日本一所名門學校上學中。
對於中國菜色十分拿手的她經常款待其他偶像。志願成為新娘。
桃井小豆
游戏设定
頭髮黑色長頭髮的少女。
平常的裝扮多以和裝為主，這是因為她的家是經營和服店的關係，擁有不少浴衣及和服。
與工藤忍、綾瀨穗乃香、喜多見柚組成4人的偶像組合於特別活動中出場。
動畫版
第二集裡在346事務所與工藤忍、綾瀨穗乃香、喜多見柚一起在排練舞蹈。
涼宮星花
頭髮黑色，髮型左右中分的長頭髮少女。
自少從母親的教導下學習小提琴練得一手好的才藝。
月宮雅
波浪一樣的曲髮，淺棕色及肩短髮的少女。
和母親關係十分好。成為偶像的原因是因為媽媽以前曾經想當偶像的緣故。
與岸部彩華、衛藤美沙希組成3人的偶像組合「GIRLS POWER」（ガールズパワー）
兵藤麗奈
棕色短髮女性，平常愛穿性感裝束。
成為偶像曾在賭場工作，被稱為美女撲克發牌員。在拉斯維加斯一邊學習英語一邊磨練賭術技巧。
如今撲克牌的技術屬專業水平，當展現在佐城雪美面前時被誤會是施展魔術。喜歡賭博的她視工作和人生也是賭博一樣。
除了玩撲克牌之外，也喜愛桌波和飛標這些遊戲。
目前是CUTE屬性之中，最年長，身高最高。
道明寺歌鈴（配音：新田日和）
遊戲設定
棕色短髮的少女。
家中經營神社，平時以巫女的裝束在神內工作打掃。性格迷糊，经常会出一些不幸意外。
動畫版
第十四集中首次出場，是346事務所的前輩偶像，家裡開神社的她也是一名巫女，被前川未來請來為製作人驅除邪靈。
柳清良
於長野區域的舞台服裝集齊後首次出場。
淺棕色及肩短髮的少女，髮型常是把頭髮梳起來的一個髮髻。
成為偶像之前是一名護士。現在沒當護士的她也帶備著急救箱，常為其他偶像檢查健康狀況。
井村雪菜
紅色長髮，喜歡化妝的少女。
日下部若葉
咖啡色長波浪曲髮的少女。
已經是20歲成年，可是個子仍然矮小，而且長著稚氣的孩子臉，所以經常被人誤會是中學生而感到十分在意。其中一例是被凱特問為何日本的小朋友也能夠領到駕駛執照。
榊原里美
留著灰色長髮，髮梢卷曲。
十分有教養說話使用有禮貌的丁寧語，也許是來自大戶世家。目前是瞞著父親從事偶像工作的。
她的兄長跟製作人長得很像，誤認了製作人是哥哥。
在錄音室工作時，曾不經意地把胸部墊在枱面上。
极度喜欢甜食。
輿水幸子（配音：竹達彩奈）
游戏设定
於埼玉區域的關卡首次出場。
常穿著連身裙或蘿莉風的裙子，淺紫色及肩短髮少女。
過度地自信，而且自我意識澎湃，說話語調無禮自負，說出「我肯定是第一可愛的偶像哦」這樣的話來。
雖然自視很高，卻很膽小很好欺負。
與白坂小梅、星輝子組成3人的偶像組合「可愛的我與142’s」（カワイイボクと142's）於特別活動中出場。
卡牌除了基本「R級」及 CD 出道卡牌之外，其他全以「自稱‧(XXX主題)」作為名稱。
動畫版
是346事務所的一名前輩偶像。
第九話已與小早川紗枝、姬川友紀組成3人偶像組合「可愛的我與棒球就是這樣」（可愛い僕と野球どすえ），在綜藝節目中與「CANDY ISLAND」三人在問答遊戲對決。
第十八話「可愛い僕と野球どすえ」在節目拍攝時遇到失落的智繪理和加奈子，她便以自己的方式鼓舞了她們。
安齋都
遊戲設定
紅色短髮少女。
憧憬成為偵探，手上經常拿放大鏡。接受過委托自向井拓海的尋貓請求。硬把製作人成為她的偵探助手。
特訓後多穿怪盜風格的服裝，與古澤賴子組成2人的偶像組合於特別活動中出場。
動畫版
第十四集中首次出場，是346事務所的前輩偶像，兼職偵探的她被諸星煌梨請來調查跟蹤製作人的神秘人物。
淺野風香
黑色及肩短髮，留著兩條短短的雙馬尾，戴著圓圓大眼鏡的少女。
雖然身型很豐滿，但缺乏自信心。特訓後仍然戴著眼鏡。
有凡事都道歉的習慣，遇到事情總會先說對不起。
大西由里子
平齊的留海，一把棕色曲髮束在後方像掃帚。
腐女子一名，把情人節說是男生給男生送禮物的日子。
對於新出的書刊非常著迷，當有新書刊出版時會立即要到書店，這對她來說甚至比偶像的工作還重要。
安部菜菜（配音：三宅麻理惠）
游戏设定
橘子色及肩短髮，束著短馬尾。
自稱是來自兔美星（ウサミン星）的少女，目標成為配音員偶像。
自稱永遠的17歲，可是從各方面來看都是成年人的模樣，平常喜歡穿可愛的衣著。
當偶像之前在女僕咖啡室打過工，如她所言，她是從兔美星乘坐一小時火車來到這裡。性格上是帶點電波屬性。
第七届灰姑娘总选举第一位得主。
動畫版
於第二集出場時，是在346事務所大樓內的美城咖啡室打工的前輩偶像。
是 346事務所的偶像。演出時經常頭戴著免耳朵，自稱來自免美星的可愛型像被前川未來所憧憬。可是這並不符合美城常務改革的方向，因而被事務所下令停止這個形象。並且更被中止在天氣報告環節中的演出的工作。感到失落的她得到角色設定相近的後輩前川未來的鼓勵，在電玩遊戲的宣傳活動中最后以免耳朵的造型示人，讓活動最终得到成功。
後期跟木村夏樹一起與「*」組合，進行過多次活動。
工藤忍
淺棕色及肩短髮的少女。
為了成為偶像，隻身從青森的家鄉來到東京。儘管當偶像的事情遭家人反對，卻每日努力不懈地練習，得到事務所內大家的認同。
跟綾瀨穗乃香和喜多見柚是好朋友。
與桃井小豆、綾瀨穗乃香、喜多見柚組成4人的偶像組合於特別活動中出場。
栗原寧寧
黑色長髮少女。
當偶像的原因，是為了體弱多病的妹妹讓她鼓起勇氣提起精神。
十分注重健康，這亦體現於健康生活和健康飲食之中，弄的菜也是遵從著健康的菜單。
古賀小春（配音：小森結梨）
於大阪區域的舞台服裝集齊後首次出場。
淺棕色短髮小女孩。
以成為像公主一像可愛的偶像為目標，特訓後服飾作公主或蘿莉的打扮。
養著一隻鬣鱗蜥作為寵物，這隻名叫「HYOU君」的蜥蝪，尾巴上綁著一個絲帶蝴蝶結，常被帶到事務所去。
克拉莉絲
於神戶區域的關卡首次出場。平常总是眯眯眼，金色長髮少女。
當偶像之前是一名教會的修女，為了改革自己所屬的教會而當上偶像。目前仍然經常穿著修女的裝束，說話使用有禮貌的丁寧語，是一名淑女。
由於長期在教會的緣故，聖歌唱得很好，可是對於偶像曲風的歌卻不是很擅長。
得到瀨名詩織和澤田麻理菜請求做她們結婚時的見證人。
由於髮色和名字的關係，容易引起別人以為她是外國人。
佐久間麻由（配音：牧野由依）
游戏设定
於廣島區域的舞台服裝集齊後首次出場。
雙眼微垂不怎麼有神彩，棕色及肩短髮少女。
成為偶像之前是一名讀者模特兒，成為偶像的原因是因為遇上製作人的命運安排。
愛用絲帶和蝴蝶結纏在身上作為裝扮。
其嬌媚特質的性格甚至有點偏向病嬌，而且佔有欲也很強。聲稱是為了製作人而辭去模特兒的工作，又稱製作人是只屬於麻由的製作人等等。當製作人出現時，總會爭在其旁邊。
動畫版
是346事務所的一名前輩偶像。與小日向美穗、川島瑞樹、城崎美嘉、日野茜組成偶像組合「Happy Princess」。
第二期时由于过于神出鬼没，使主角群和制作人受到惊吓，最终主角群才得知其找制作人了解其所属的与主角群制作人同期的制作人的爱好来送礼物。
村松櫻
游戏设定
短短的雙馬尾，棕色短髮少女。
於「新人偶像製作」的特別活動中首次出場，同期出場的遇有大石泉和土屋亞子，三人合組成偶像組合「New Wave」（ニューウェーブ），並以能夠演出為目標。
喜歡粉紅色的東西，連皮包和頭箍等全部也選用粉紅色。
動怒時臉頰鼓起來，被大石泉和土屋亞子笑說很可愛。
動畫版
第二集裡在346事務所與大石泉、土屋亞子一起在進行特訓。
丹羽仁美
於名古屋區域的關卡首次出場。留海平齊，黑髮及肩短髮的少女。
熱愛歷史，特別對日本戰國時代的歷史感到狂熱，喜歡的武將是前田慶次，喜歡的城是鶴城之稱的會津若松城。
雖然熱愛歷史，似乎對歷史人物的興趣大於歷史本身，經常把武將的名言掛在口邊。
白菊螢（配音：天野聰美）
於北海道區域的舞台服裝集齊後首次出場。
體質不佳臉色蒼白，紫藍色及肩短髮少女。
性格文靜害羞。
雖然夢想成為頂級偶像，可是以前所屬的事務所倒閉，遇到這種不幸的事情加上自身不好的體質，使她十分消沉。隨著轉移到現在的事務所，得到製作人的支持和歌迷的認同，漸漸地恢復起來。
對於來自棟方愛海的「胸襲」愛撫十分接受。
早坂美玲（配音：朝井彩加）
於仙台區域的關卡首次出場。紫灰色及肩短髮少女，留海有一片染成了紅色。
經常穿著各款動物耳朵帽子連巨型動物爪子手套的特別裝束，左眼經常戴著眼罩。
言語談吐粗魯，內心卻有可愛少女的一面。
對潮流服飾的觸角很強，特別喜歡標奇立異的裝束打扮。
與森久保乃乃、星輝子組成3人的偶像組合於特別活動中出場。
有浦柑奈
於長崎區域的關卡首次出場。棕色長曲髮少女。
追求愛與和平。愛穿嬉皮風格的服裝，拿著結他獨彈獨唱起來，嚮往安詳自在的生活。能在人前唱歌，使別人開心而感到滿足。
出道前一直在家鄉生活，因此不習慣在城市人多的地方。
乙倉悠貴（配音：中岛由贵）
於岡山區域的關卡首次出場。淺灰色短髮小女孩。
中學一年級便擁有164 cm的身高，被父母推薦當少女模特兒，從而獲得一點藝能方面的經驗。
在學校裡加入了田徑隊，每天早上都進行跑步訓練。
辻野朱里（配音：梅泽惠）
于2018年12月20日加入到「群马地区」关卡作为BOSS初登场，是该区域唯一的新偶像，也是自桐生司加入后四年以来再次新加入的角色。
自称苹果偶像，头上长着形似苹果叶的呆毛，留有棕红色长发，说话时有以结尾为（为“苹果（りんご）”的后半段读音）做角色形象口癖。出身于山形县，老家是种苹果的，成为偶像也是为了能推销家乡的苹果。喜欢拉面。
2020年Niconico上有用户发表了同人创作《吃蘋果之歌》，被认为为其带来人气，助其在当年的第9届“偶像大师灰姑娘女孩总选举”中以付声排行榜第一名获得付声的机会。

#### S RARE （CUTE）
原田美世
黑色及肩短髮的少女。
熱愛汽車及電單車，除了喜歡開車兜風之外，也喜歡自己動手弄車。喜歡紅色有型的車款。
對汽車的狂熱是即使聽到汽車馬達的聲音也會很興奮。不擅長化妝的她，平常穿著技工服，對於汽車維修時弄得滿身油污一點也不介意。
和喜歡電單車的向井拓海對車有過交流。
池袋晶葉
戴著無頂邊框眼鏡，橘子色頭髮的雙馬尾少女。
自稱天才機械人科學家，擁有從設計到量產的技術力量。經常穿著白色長袍的科學家裝扮。
極度的機械人狂熱，也很熱衷於替其他偶像們製作一些小機械。

#### 韩国版专有角色
柳海娜
被设定为媲美韩流偶像的优异体型，对自己身材十分自信，认为哪个摄影师都没有办法体现出自己的魅力，所以喜欢上了自拍。
双亲在韩国洪川郡种大白菜，但是其本人讨厌泡菜。

### COOL
COOL（クール）屬性的角色以綺麗或帥氣類型為主。卡牌顏色藍色。徽號為鑽石。

#### NORMAL （COOL）
澀谷凜（配音：福原綾香）
游戏设定
遊戲初始時選定「COOL」屬性之後能得到的第一張卡牌，外表冷淡的她是「COOL」屬性的代表，留著黑色的長髮。
養著一隻名字叫「花子」的小狗作寵物，喜歡帶著小狗散步。
與神谷奈緒、北條加蓮組成3人偶像組合在特別活動中出場。
在特別活動中與島村卯月、本田未央組成3人的偶像組合「new generations」（ニュージェネレーションズ）出場。
第三屆灰姑娘总选举第一位得主。
本系列中唯一出现在主系列作品偶像大師 劇場版 前往光輝的另一端！的角色。
動畫版
女主角之一，從第一集開始出場。高中一年級生。家裡開花店，島村卯月到她家的花店買花时而認識上的。
從來沒有想過當偶像之類的事情，受到製作人不斷邀請加入「CINDERELLA PROJECT」感到困擾，是受島村卯月向她告白想當偶像的夢想，才讓她改變主意，加入成為346事務所旗下「CINDERELLA PROJECT」的一員。
情格沉默冷淡。校服的領口扣子不扣上，領帶也不繫好是其特徵。雖然形象如此，卻是個不滿足現狀，發奮力圖向上的人。
與島村卯月、本田未央組成3人的偶像組合「new generations」，首次登上舞台演出是作舞蹈員替城崎美嘉伴舞，後來正式發行 CD 出道，主打單曲。
被美城常務選上，與北條加蓮、 神谷奈緒組成三人偶像組合 Triad Primus，由於「從歌曲中感受到了新的什麼」，決定加入「Project Krone」。
在Automn Festival演出後，得知卯月有點反常，甚至請假回到培訓所重新訓練，與未央一起鼓舞了卯月，在聖誕演唱會中演出，象徵著NGs重新出發。
黑川千秋
於原宿區域首次出場。留海平齊，黑色長髮少女。
自尊心強，對自己和他人的要求都很嚴格。擁有不凡的唱功，在歌唱方面不想輸給任何人。
特訓合成為「NORMAL+」之後，舞台服裝是「Red Ballade」（レッドバラード），與桐野綾、高橋禮子、相川千夏、東鄉愛組成5人的偶像組合「Red Ballade」於特別活動中出場。
松本沙理奈
游戏设定
於原宿區域首次出場。左右中分橘子色長髮少女。
擁有豐滿的上圍是其魅力的所在，她本人亦很清楚這一點，懂得利用這個優點來展現這項美態。
特訓合成為「NORMAL+」之後，舞台服裝是「Blue Napoleon」（ブルーナポレオン），與川島瑞樹、上條春菜、荒木比奈、佐佐木千枝組成5人的偶像組合「Blue Napoleon」於特別活動中出場。
動畫版
與川島瑞樹、上條春菜、荒木比奈、佐佐木千枝組成5人的偶像組合「Blue Napoleon」，於第二集穿著「Blue Napoleon」舞台服裝在346事務所的走廊走過，是前輩偶像。
桐野綾
於澀谷區域首次出場。黑色長髮少女。
性格倔強，有點粗魯，說語時使用很男子氣的粗魯語氣。不過特訓後也有可愛的一面。
特訓合成為「NORMAL+」之後，舞台服裝是「Red Ballade」（レッドバラード），與黑川千秋、高橋禮子、相川千夏、東鄉愛組成5人的偶像組合「Red Ballade」於特別活動中出場。
高橋禮子
於澀谷區域首次出場。黑色長髮女性。
COOL 屬性以及整個灰姑娘女孩中，最年長的角色之一，和柊志乃一樣，年齡都是31歲。雖然已屬於超齡的熟女偶像，可是她對於自身散發的成熟女人魅力還是很自信的。
特訓合成為「NORMAL+」之後，舞台服裝是「Red Ballade」（レッドバラード），與黑川千秋、桐野綾、相川千夏、東鄉愛組成5人的偶像組合「Red Ballade」於特別活動中出場。
相川千夏
於澀谷區域首次出場。棕色短髮女性。
特徵是她的眼鏡，儘管是特訓後，穿上了舞台服裝也不摘下眼鏡的。
經常閱讀外文書籍，是知識豐富的女性，說話時偶爾也會夾雜著法語。
特訓合成為「NORMAL+」之後，舞台服裝是「Red Ballade」（レッドバラード），與黑川千秋、桐野綾、高橋禮子、東鄉愛組成5人的偶像組合「Red Ballade」於特別活動中出場。
川島瑞樹（配音：東山奈央）
游戏设定
於秋葉原區域首次出場。左右中分棕色長曲髮女性。
成為偶像之前是一名播音員，現在轉職成為偶像。雖然是超齡的成熟女性，對於當上偶像這一行仍然是感到很新鮮的階段。而且對於自身的成熟魅力還是很有自信的。
特訓合成為「NORMAL+」之後，舞台服裝是「Blue Napoleon」（ブルーナポレオン），與松本沙里奈、上條春菜、荒木比奈、佐佐木千枝組成5人的偶像組合「Blue Napoleon」於特別活動中出場。
動畫版
346事務所其中一名前輩偶像。與小日向美穗、佐久間麻由、城崎美嘉、日野茜組成偶像組合「Happy Princess」，也是「Blue Napoleon」的一員。
在第二集中，本田未央等人在346事務所大樓亂轉時，在美容室碰見了這位前輩偶像。在及後島村卯月等人的演出時也給了很多作為前輩的鼓勵。
於第九集中的電視綜藝節目「筋肉 de don ! Muscle castle !!」中，與十時愛梨一起擔任主持。
神谷奈緒（配音：松井惠理子）
游戏设定
於秋葉原區域首次出場。留海齊平，棕色長曲髮的少女。
高中二年生。性格很害羞，卻也帶點傲氣，明明是心裡對製作人很有好感，刻意為製作人做些事情，口裡卻不承認。
興趣是觀看動畫片，不過本人聲稱不是宅女，常向荒木比奈借閱漫畫。
與澀谷凜、北條加蓮組成3人偶像組合在特別活動中出場。
動畫版
在第一季最後一集（第十三集） 後段，當 Summer Fest 演唱會完結後和北條加蓮一起出場，兩人一同去看演唱會。
是 346事務所的後輩偶像，與城崎美嘉同屬於一個部門。與澀谷凜是同校的同級生，看完了 Summer Fest 演唱會之後也以澀谷凜為目標。
本來也快將要出道成為正式偶像的，但是因受到美城常務推行的新政策影響之下，發行 CD 出道的事情被暫時擱置。
被美城常務選上，與澀谷凜、 神谷奈緒組成三人偶像組合 Triad Primus
被選上加入成為美城常務打造的 Project Krone 的成員之一，於 Autumn Festival 出道初演。
上條春菜（配音：長島光那）
游戏设定
於池袋區域首次出場。戴眼鏡的黑色短髮少女。
對於眼鏡持有特殊的愛好，話題之中經常會談及眼鏡，是絕對不會摘下眼鏡示人的類型。
喜歡猫的她不時會與前川未來、和久井留美談論貓的話題。
特訓合成為「NORMAL+」之後，舞台服裝是「Blue Napoleon」（ブルーナポレオン），與松本沙里奈、川島瑞樹、荒木比奈、佐佐木千枝組成5人的偶像組合「Blue Napoleon」於特別活動中出場。
動畫版
與松本沙里奈、川島瑞樹、荒木比奈、佐佐木千枝組成5人的偶像組合「Blue Napoleon」，於第二集穿著「Blue Napoleon」舞台服裝在346事務所的走廊走過，是前輩偶像。
荒木比奈（配音：田邊留依）
游戏设定
於池袋區域首次出場。橘子色長曲髮少女。
性格消極，經常沒精打釆在的在發呆。平常時經常以不修邊幅不打扮，穿著鬆身運動裝束，頭髮散亂蓬鬆，戴著眼鏡的型像示人。特訓之後摘下眼鏡，穿上可愛的舞台服裝才稍為像個偶像。
熱愛繪畫漫畫，曾參與同人漫畫製作。
特訓合成為「NORMAL+」之後，舞台服裝是「Blue Napoleon」（ブルーナポレオン），與松本沙里奈、川島瑞樹、上條春菜、佐佐木千枝組成5人的偶像組合「Blue Napoleon」於特別活動中出場。
動畫版
與松本沙里奈、川島瑞樹、上條春菜、佐佐木千枝組成5人的偶像組合「Blue Napoleon」，於第二集穿著「Blue Napoleon」舞台服裝在346事務所的走廊走過，是前輩偶像。
東鄉愛
於橫濱區域首次出場。黑色短髮少女。
外貎和語調都比較中性化，有著一種獨特的氣質，很容易也引來女性的傾慕，對於這些緋聞卻不怎麼擅長處理。
持有駕駛執照，愛車是左邊方向盤的古典車。和龍崎薫是好朋友。
特訓合成為「NORMAL+」之後，舞台服裝是「Red Ballade」（レッドバラード），與黑川千秋、桐野綾、高橋禮子、相川千夏組成5人的偶像組合「Red Ballade」於特別活動中出場。
多田李衣菜（配音：青木瑠璃子）
游戏设定
於橫濱區域首次出場。淺棕色短髮少女。
熱愛搖滾音樂，型象上也是搖滾的打扮，整天頭上戴著一個大耳機。
雖然熱愛搖滾音樂，但並不會彈結他。目標是成為搖滾的偶像。
和木村夏樹是朋友，也十分崇拜她，希望和她一樣能成為帥氣的搖滾偶像。
動畫版
被選上加入「CINDERELLA PROJECT」的14位偶像候補生之一，喜歡搖滾樂的她經常戴著一個大耳機。
儘管被編配與前川未來組成偶像組合，二人的偏好差異很大，搖滾外型的她，與喜愛可愛型象的前川未來，經常因為這些事情而吵架。但最终经过长时间同居磨合后，相互包容对方而同意结成组合。與前川未來組成2人的偶像組合「*」（Asterisk，星號的意思）出道發行 CD，主打單曲「ØωØver!!」。
水木聖來
於千葉區域首次出場。棕色及肩短髮少女。
擅長跳舞。也有從望月聖學習唱歌技巧。
養著名叫「汪子」的小狗，和同是飼養小狗的澀谷凜、太田優交流愛犬心得。
佐佐木千枝（配音：今井麻夏）
游戏设定
於千葉區域首次出場。左右中分黑色短髮小女孩。
性格文靜，也很害羞。膽小的她對製作人十分信任。
憧憬成為大人。特訓前後都會戴著小兔的頭飾，以髮夾為主。
與同是小學生的龍崎薫和櫻井桃華是朋友。
特訓合成為「NORMAL+」之後，舞台服裝是「Blue Napoleon」（ブルーナポレオン），與松本沙里奈、川島瑞樹、荒木比奈、上條春菜組成5人的偶像組合「Blue Napoleon」於特別活動中出場。
另外，也是在少年組當中編入進行曲樂隊，並擔任指揮。
動畫版
與松本沙里奈、川島瑞樹、荒木比奈、上條春菜組成5人的偶像組合「Blue Napoleon」，於第二集穿著「Blue Napoleon」舞台服裝在346事務所的走廊走過，是前輩偶像。
三船美優（配音：原田彩枫）
「Normal」卡牌首次出現在「金幣」交換欄中。
淺棕紅色長髮女性。表情不多，給人冷漠的感覺，但是其本人的內心並非如外表的，只是不太擅長與人說話。
服部瞳子
「Normal」卡牌首次出現在「金幣」交換欄中。
淺棕色長髮女性。
曾一度是出道過的偶像，但是遭到挫折失敗。帶著過去的包袱，這次在製作人的帶領下懷著堅決的決心，重新出道。
木場真奈美
於琦玉區域首次出場。棕紅色短髮女性。
成為偶像之前是後台工作人員，受到製作人挖掘成為偶像。
以前在外國生活過一段時間，有過舞台歌手經驗，對於唱功擁有自信。
每日都會鍛鍊肌肉，除了體態健美之外，也練得一身好體力。
藤原肇（配音：铃木实里）
於大阪區域首次出場。黑色及肩短髮少女。
出身於陶藝世家，祖父是一名陶匠。「肇」這個很男性化的名字也是祖父取的。
儘管已擁有能繼承祖業的手藝，卻因為憧憬而當上偶像。特訓合成後的卡牌，多是像仙子一樣的華麗裝束。
新田美波（配音：洲崎綾）
游戏设定
於神戶區域首次出場。淺棕色長髮少女。
現職大學生，在大學是參加曲棍網兜球學會。
對於任何事情都勇於嘗試和喜歡挑戰，進行偶像工作活動同時兼顧學業也視為挑戰之一，而且是個學業和運動的文武雙全的大學生。
動畫版
被選上加入「CINDERELLA PROJECT」的14位偶像候補生之一，與安娜斯塔西婭組成2人的偶像組合「LOVE LAIKA」（ラブライカ）出道發行 CD，主打單曲「Memories」。
在「CINDERELLA PROJECT」之中最年長，常表現得得個大姐姐一樣，給予年少的成員提供意見。
第十二集中為了準備 Summer Fest 演出的宿營集訓中，因製作人不在委託了她帶領集訓，其領導能力獲得各成員的信賴，公認她為隊長。
水野翠
於廣島區域首次出場。日式公主留海束著長馬尾的黑髮少女。
在學校裡就任弓道學會的會長，興趣是弓道。
橘爱丽丝（配音：佐藤亞美菜）
游戏设定
於名古屋區域首次出場。及腰黑色長髮小女孩。
成績優異的小學生，時常愛講道理。
對於自己的名字不像日本人的名字感到苦惱，甚至會要求別人以她的姓氏稱呼她。
十分喜愛草莓。
動畫版
被選上加入成為美城常務打造的 Project Krone 的成員之一，於 Autumn Festival 出道初演。但由于其组合搭档鷺澤文香上场前紧张而不适，改由“灰姑娘策划”的偶像代为暖场，其则陪伴文香在后台休息。
鷺澤文香（配音：M·A·O）
游戏设定
於愛媛區域首次出場。厚厚的留海蓋過眉毛，黑色長髮少女。特训后留海得以整理，漂亮的眼睛全都显现出来。
是一名文學系的大學生。
在叔父的書店工作時被製作人發掘而當上偶像。
性格害羞內向，不擅長說話，不擅長運動但体力并不差。
第十屆灰姑娘总选举第一位得主。
動畫版
被選上加入成為美城常務打造的 Project Krone 的成員之一，於 Autumn Festival 出道初演。但由于上场前过于紧张而不适，最后只在后台由橘爱丽丝陪同休息。
八神牧野（配音：二之宫唯）
於沖繩區域首次出場。戴眼鏡，淺紫紅色長髮少女。
對任何事物都講求理論，愛調查和整理數據，是一名理論派的典型。似乎作为间谍或在扮演间谍的角色。
體力不怎樣好，不太喜歡運動。
萊拉（配音：市之瀨加那）
游戏设定
於長崎區域首次出場。膚色棕色，藍眼睛，金色長髮的少女。
從祖國富裕的家中離家出走，來到日本後目前過著打工的生涯。
透過偶像的工作能賺到錢而感到欣喜，可是卻擔心成為偶像出名之後被父親發現。
動畫版
在第六集中在背景出場過。
淺利七海（配音：井上穗乃花）
於長野區域首次出場。藍色長髮的少女。
有點口齒不清的她，對魚類的知識非常豐富，却不會游泳，喜欢岸边钓鱼。曾经在海里溺水时被好像大鱼的东西救起。
經常抱著一條很大的名叫「SABAORI君」的魚布偶。
第十届灰姑娘总选举付声榜第一名，于2021年8月21日公布声优。
久川飒（配音：長江里加）
与久川凪作为组合于2019年4月2日的巡演活动首次出现在音乐节奏游戏中。出身于德岛县，是久川凪的双胞胎妹妹，留有披肩长发，性格较为活跃。
和黑埼千岁、白雪千夜一样，属于多个特别的首次登场角色（首先在音乐节奏游戏而不是在卡牌游戏登场，并首次登场就付声的角色）。

#### RARE （COOL）
海倫（Helen）
於澀谷區域的關卡首次出場。黑色長髮女性。
謎一樣的出身，不明的國籍，只能從她的言論中得知並非日本人的外國人。
目標是通往海外，成為世界的海倫。
松永涼（配音：千菅春香）
於原宿區域的舞台服裝「Rocking School」（ロッキングスクール）集齊後首次出場。
淺棕色長髮少女。
當偶像之前是一名搖滾樂隊的主唱歌手，成為偶像之後也保持著搖滾形象。
興趣是觀看恐怖電影，因為興趣和白坂小梅相同，便成為了好朋友。可是儘管喜歡看恐怖電影，膽子卻很小，受驚時甚至會腰節癱軟動彈不得。
動畫版
於第十九集中出場，346事務所的偶像。
獲得美城常務的發展機會，與木村夏樹、星輝子合組成搖滾樂隊進行活動。可是因為木村夏樹的拒絕而告吹。
即使如此，仍在最終話與星輝子一同演出。
小室千奈美
於橫濱區域的關卡首次出場。左右中分棕色長髮少女。
性格十分強橫。
和桐野綾是朋友。
高峰諾亞
於池袋區域的舞台服裝「Mystic Cyber」（ミスティックサイバー）集齊後首次出場。
銀色長髮女性。
臉上經常毫無表情，而且沉默寡言，顯得相當神秘。
高垣楓（配音：早見沙織）
游戏设定
身形高挑，及肩淺墨綠色短髮的女性，左眼為藍色、右眼是綠色的異色瞳，和左眼下方的一顆痣是其特徵。
成為偶像之前是一名模特兒。外型給人很有氣質和高貴的感覺。雖然外型上較為成熟冷艷，可是內心卻並非如此，還會常說冷笑話。
喜歡喝酒，特別是喜歡喝日本酒。
第六届灰姑娘总选举第一位得主。
動畫版
346事務所的頂級偶像，是主角們的其中一名前輩偶像，本田未央等人憧憬成為的偶像類型。在美城常务终止全公司现有偶像项目后，由於是346事務所中的頂級偶像，被美城常看上而獲得重要的工作機會。可是這與她本人的方向不同，高垣楓堅持要用笑容與粉丝们一同成長，拒絕了美城常務給予的機會继续参加其出道演唱地的演唱会。
動畫版中，雙眼均為綠色系，差异为深浅程度。
神崎蘭子（配音：內田真禮）
游戏设定
擁有紅色眼睛，銀灰色長髮，束著兩條卷曲的雙馬尾的少女。
平常以一身的歌德蘿莉裝束示人。
中二性格，除了裝扮出眾之外，言行也極為獨特，使用過度比喻或引用詩歌、文學、古語、外語等來構築成她說話的句子，使人無法明白難以理解。因此游戏中她的說話後面，會用括號加入翻譯成一般人的用語後的解釋。
第二屆灰姑娘总选举第一位得主。
動畫版
十分有個性，歌德蘿莉打扮的少女。
她獨特的說話方式幾乎沒人能明白，這一點也讓製作人難以和她溝通。製作人曾經想為她度身打造黑暗的歌德恐怖造型，但恐怖風格正是蘭子的罩門，透過觀看蘭子的繪畫，製作人終於能夠明白她的心意，打造了讓她十分滿意的墮天使造型。
被選上加入「CINDERELLA PROJECT」的14位偶像候補生之一，是唯一一個以個人單獨發展，以「Rosenburg Engel」的名義出道發行 CD，主打單曲「-LEGNE- 與世為敵的劍 光之旋律」（-LEGNE- 仇なす剣 光の旋律）。
由於在宿營集訓中有排練過「LOVE LAIKA」的舞蹈，所以在 Summer Fest 演唱會時，當新田美波因為發燒倒下而不能出場時，由她來補上暫代新田美波與安娜斯塔西婭一起上台演出。
後期跟白坂小梅挑戰過恐怖風格後，兩人就常常進行搭檔活動。
伊集院惠
棕色長髮少女。
個性沉靜，喜歡一個人獨自旅遊，嘗試各種各樣的體驗。
柊志乃
黑色長髮女性。
COOL 屬性以及整個灰姑娘女孩中，最年長的角色之一，和高橋禮子一樣，年齡都是31歲。
嗜酒之人，常和高垣楓一起喝酒。
北條加蓮（配音：渕上舞）
游戏设定
橘子色長髮少女。體弱多病，因此性格內向。
與澀谷凜、神谷奈緒是好朋友，組成3人偶像組合 Traid Primus（﹞在特別活動中出場。
第九届灰姑娘总选举第一位得主。
動畫版
在第一季最後一集 (第十三集) 後段，當 Summer Fest 演唱會完結後和神谷奈緒一起出場，兩人一同去看演唱會。
是 346事務所的後輩偶像，與城崎美嘉同屬於一個部門。與澀谷凜是同校的同級生，看完了 Summer Fest 演唱會之後也以澀谷凜為目標。
本來也快將要出道成為正式偶像的，但是因受到美城常務推行的新政策影響之下，發行 CD 出道的事情被暫時擱置。
被美城常務選上，與澀谷凜、 神谷奈緒組成三人偶像組合 Triad Primus（﹞
被選上加入成為美城常務打造的 Project Krone 的成員之一，於 Autumn Festival 出道初演。
凱特
棕色短髮的英國少女。
由於喜歡日本而來到日本留學的英國少女，說話中會把夾雜著英語和日語。
瀨名詩織
喜歡戴著草帽的黑色長髮少女。
興趣是沿著海邊散步，可是不會游泳。
綾瀨穗乃香
游戏设定
棕色長髮少女。
有過芭蕾舞演出和獲獎經驗，因為感到表現力已經到了極限而投身成為偶像。
興工藤忍一起在遊戲中心玩抓娃娃遊戲機獲得名叫的布偶，覺得長得很像製作人。
與桃井小豆、工藤忍、喜多見柚組成4人的偶像組合於特別活動中出場。
動畫版
第二集裡在346事務所與桃井小豆、工藤忍、喜多見柚一起在排練舞蹈。
佐城雪美（配音：中澤美奈）
留海齊平，藍色長髮的小女孩。
沉默寡言的10歲小學生。對於製作人十分信任。
喜歡可愛的服裝和事物。飼養著一隻名為「Pero」的黑貓。
動畫版
在第十七話中出場，於 Totokira學園（とときら学園）中演幼稚園學生角色。
篠原禮
棕色短髮女性。
喜歡猜謎語。十分害怕幽靈、鬼怪等恐怖故事。
和久井留美
藍色短髮女性。
成為偶像之前是一名秘書，辭職後被製作人挖掘當上偶像。
雖然喜歡貓，卻對貓有敏感性。跟喜歡貓的上條春菜以及前川未來常分亨貓的話題。
吉岡沙紀
棕色短髮女性。
最初被製作人挖掘時曾誤以為是被訕話。
喜歡街頭藝術，能即席在人前進行創作。
梅木音葉
黃綠色及肩短髮少女。
於埼玉區域的舞台服裝集齊後首次出場。
父母是古典音樂的演奏家，自小擁有很強的音樂感，對唱歌一絲不苟。
白坂小梅（配音：櫻咲千依）
游戏设定
淺金色短髮的小女孩，右邊的留海蓋過右眼。
熱愛幽靈、鬼怪和恐怖的事物，經常能「看見」一些一般人看不見的東西。常不經已地說出一些恐怖的話把其他偶像嚇倒。
雖然膽子大喜歡靈異的東西，對人卻很害羞，平常說話聲音小得很難聲見。
與輿水幸子、星輝子組成3人的偶像組合「可愛的我與142’s」（カワイイボクと142's）於特別活動中出場。
動畫版
是346事務所的一名前輩偶像。跟星輝子、安娜斯塔西婭和神崎蘭子是室友。
後期常跟神崎蘭子搭檔進行活動。
岸部彩華
棕色長曲髮少女。
雜誌模特兒出身的她愛少女風格的裝扮。
與月宮雅、衛藤美沙希組成3人的偶像組合「GIRLS POWER」（ガールズパワー）
氏家睦
髮色黑色，束著麻花辮子的少女。
特訓後不束辮子，熨成曲髮。
性格沉靜，憧憬冒險生活。
西川保奈美
棕色長髮少女。
目標成為最高水平的女歌唱家，不惜代價而努力。對於唱歌以外的事情感到怯弱。
成宮由愛
銀灰色及肩曲髮少女。
隨母親意願應徵當上偶像。性格怕生，初時從事偶像活動時並不喜歡，後來慢慢適應，並以成為頂級偶像為目標。
藤居朋
黑色長曲髮火少。
凡事喜歡占卜，也是以占卜為契機而當上偶像。初時甚麼事情都以占卜來作決定，後來慢慢地相信自己的實力。
鹽見周子（配音：卢婷）
於京都區域的關卡首次出場。銀灰色短髮少女。眼睛像狐狸眼。
家裡開糖果店，不過離家出走，現在過著自由自在的生活。
從小在家裡的糖果長大，養成吃零食的習慣，卡牌中都總是在吃零食。
另外也喜欢献血，不过原因只是为了献血能吃到不少甜点。
第四屆灰姑娘总选举第一位得主。
動畫版
346事務所偶像，於第十八集中於雜誌中首次現身，預示為將會出場的可能。
被選上加入成為美城常務打造的 Project Krone 的成員之一，於 Autumn Festival 出道初演。
脇山珠美（配音：嘉山未紗）
游戏设定
淺棕紅色短髮少女。
擅長日本劍道，在學校內參加劍道學會。
性格樂觀。
動畫版
346事務所偶像，於第16集出場。
岡崎泰葉
於神戶區域的舞台服裝集齊後首次出場。
留海齊平藍色短髮少女。
擁有兒童演員的經驗，是灰姑娘女孩中演藝經歷數一數二的。
速水奏（配音：飯田友子）
游戏设定
淺藍色短髮少女。
對接吻很執著的少女。常說一些曖昧的說話，摸不著是認真還是開玩笑。
虽然是女高中生，但是过于成熟的气质，而常被误认为大人。
動畫版
346事務所偶像，於第十八集中於雜誌中首次現身，預示為將會出場的可能。
於第十八集中在 346事務所大廈的宣傳影片中，預示將會在 Autumn Fest 中出場。
被選上加入成為美城常務打造的 Project Krone 的成員之一，於 Autumn Festival 出道初演。
大石泉（配音：大木咲绘子）
游戏设定
藍色長髮少女。
常帶著筆記本電腦，對於程式編寫十分拿手。
於「新人偶像製作」的特別活動中首次出場，同期出場的遇有村松櫻和土屋亞子，三人合組成偶像組合「New Wave」（ニューウェーブ）。
動畫版
第二集裡在346事務所與村松櫻、土屋亞子一起在進行特訓。
松尾千鶴
於福岡區域的關卡首次出場。黑色短髮少女。
喜愛寫書法的少女，和外表一樣很冷淡的模樣，卻是很想成為可愛的偶像。
森久保乃乃（配音：高橋花林）
淺棕色長曲髮少女。
於名古屋區域的舞台服裝集齊後首次出場。
膽小怯懦，很怕與人眼神接觸，卡牌中從沒有正面視人的。
成為偶像的原因是受親戚的委託代演，不会推搪而被迫接受。
安娜斯塔西婭（配音：上坂堇）
游戏设定
於北海道區域的關卡首次出場。銀色短髮少女。
俄羅斯和日本的混血兒。雖然會說日本語，但並不是十分流利，說話時偶爾會夾雜俄語單詞來表達，不過她馬上會為俄語翻譯回日語。
動畫版
被選上加入「CINDERELLA PROJECT」的14位偶像候補生之一，與新田美波組成2人的偶像組合「LOVE LAIKA」（ラブライカ）出道發行 CD，主打單曲「Memories」。
和星輝子、神崎蘭子與白板小梅是室友。
後期被美城常務發掘成「Project Krone」的一員進行個人活動，主打單曲「Nebula Sky」。
大和亞季（配音：村中知）
游戏设定
棕色長髮少女。
於仙台區域的舞台服裝「性感迷彩」（セクシーカモフラージュ）集齊後首次出場。
軍事狂熱的女性，每天鍛鍊身體，對於荒野求生、格鬥技、軍備和武器都有非凡的知識。
動畫版
346事務所的咖啡室被前川未來佔據時，是路過圍觀的路人。
結城晴（配音：小市真琴）
於愛媛區域的關卡首次出場。橘子色及肩短髮少女。
像男孩子性格，喜歡足球運動。
隨父親意願應徵當上偶像。
二宮飛鳥（配音：青木志贵）
游戏设定
於靜岡區域的關卡首次出場。橘子色長髮少女。
中二病特質，不过自己清晰地知道自己是中二病性格。兴趣是染发和打理头发。特训前都是把头发普通的放下来，特训后基本绑成麻花辫。而且特训前后过肩部分的头发颜色也不尽相同。
不愛喝茶、喜歡喝意大利特濃咖啡。
動畫版
346事務所前輩偶像，沒有正式亮相，只有在第一集中地鐵車內的一張海報上出現過。在第25话正式登场。
桐生司（配音：河濑茉希）
於福井區域的關卡首次出場。金色長曲髮少女。
既是高中生，也創立了自己的事業成為社長，而且還同時當偶像。是個努力不懈的少女。
砂冢明（配音：富田美忧）
于2019年1月10日加入到“新泻地区”关卡作为BOSS初登场。
与凛的打扮相仿，但牙齿像锯齿般，有泪痣和留有双马尾。兴趣为时尚、视频主播和FPS。对话时的文本用词类似Twitter的Hash标签。有一个哥哥，关系很好，从小就喜欢一起玩游戏。

#### S RARE （COOL）
古澤賴子
棕色長髮少女，右眼下有一顆淚痣。
喜歡讀書，學識淵博。沉默寡言不愛說話。
望月聖（配音：原涼子）
在雪夜中出場與製作人相遇的金色及肩短髮少女。
不擅長烹飪。
鷹富士茄子（配音：森下来奈）
在第一次新年活動中出場。黑色及肩短髮少女。
於元旦日出生，連名字也是跟新年相關，整個名字是由日本諺語「一富士二鷹三茄子」中夢見的這些新春的吉祥物所構成。是吉運運勢很強的角色。

#### 韩国版专用角色
朱妮
以演员为目标的少女，对偶像没什么概念，以为偶像和演员差不多而成为了偶像。擅长跆拳道，与自己的姐姐似乎有一些瓜葛。气质像是一位欧美电影的亚裔女演员。

### PASSION
PASSION（パッション）屬性的角色以活潑或性感類型為主。卡牌顏色為黃色。徽號為太陽。

#### NORMAL （PASSION）
本田未央（配音：原紗友里）
游戏设定
遊戲初始時選定「PASSION」屬性之後能得到的第一張卡牌，是「PASSION」屬性的代表，留著棕色的及肩短髮，髮梢卷曲。
充滿朝氣的陽光少女。
特訓合成為「NORMAL+」之後，舞台服裝是「Sunset Nostalgia」（サンセットノスタルジー），與松山久美子、矢口美羽組成3人的偶像組合「Sunset Nostalgia」於特別活動中出場。
在特別活動中與高森藍子、日野茜組成3人的偶像組合「Positive Passion」（ポジティブパッション）出場。
在特別活動中與島村卯月、澀谷凜組成3人的偶像組合「new generations」（ニュージェネレーションズ）出場。
第八届灰姑娘总选举第一位得主。
動畫版
女主角之一。是一名高中一年級生，在第一集末出場，在後補的名額中通過選拔正式成為「CINDERELLA PROJECT」的一員。
情格開朗，充滿朝氣，十分愛說話。
與島村卯月、澀谷凜組成3人的偶像組合「new generations」，首次登上舞台演出是作舞蹈員替城崎美嘉伴舞。
可是在經歷過首次演出時所受到的人氣震撼，其後當自己以「new generations」名義作宣傳演出時的人氣大大不如其所想，這個衝擊一度使她極度消沉，甚至不想再當偶像。在製作人的努力下，鼓勵了她振作起來。其後正式發行 CD 出道，主打單曲。
身為「new generations」的隊長，希望這個組合可以更好，後期開始鼓舞團員各自去挑戰新事物以達到彼此的成長，也一直精力充沛的支持著整個灰姑娘企劃。
在卯月失去自信刻意逃避眾人時，主動出擊當鵲橋的角色替卯月打氣以及連繫卯月與凜。
高森藍子（配音：金子有希）
游戏设定
於原宿區域首次出場。頭上束著一個團子，棕色短曲髮的少女。
給人的感覺是一個很溫柔的少女，臉上經常帶著微笑。
喜歡攝影的她常和江上椿作交流。
在特別活動中與本田未央、日野茜組成3人的偶像組合「Positive Passion」（ポジティブパッション）出場。
動畫版
在第一集中的一本雜誌裡亮相。
在第六集作為前輩偶像出場，是電台廣播節目的主持人，並沒有露面。節目中對偶像組合「new generations」作訪問，以及替演出作宣傳。
並木芽衣子
於原宿區域首次出場。淺棕色及肩曲髮少女。
因為想像到透過偶像的工作可以到世界各地旅行而高興，因而成為偶像。
頭上經常戴著草帽。
龍崎薰（配音：春瀨夏實）
於澀谷區域首次出場。橘子色短髮的小女孩。
與橫山千佳、市原仁奈同屬此作中最年少的偶像。
稱製作人為「老師」。擅長料理，會為製作人做壽司，也會教導其他偶像如望月聖製作曲奇。
特訓合成為「NORMAL+」之後，舞台服裝是「Canaria Summer」（カナリアサマー），與愛野渚、大槻唯、姬川友紀組成4人的偶像組合「Canaria Summer」於特別活動中出場。
動畫版
在第十七話中出場，於 Totokira學園（とときら学園）中演幼稚園學生角色。
木村夏樹（配音：安野希世乃）
游戏设定
於澀谷區域首次出場。淺棕色短髮，頭型是立起來的少女。
熱愛搖滾樂，平時的整束也是一身的搖滾打扮，而且傾向男性化的裝扮。與同樣熱愛搖滾的多田李衣菜是摯友。
經常與向井拓海一起驅車兜風。
特訓合成為「NORMAL+」之後，舞台服裝是「Light Green Save」（ライトグリーンセーフ），與齊藤洋子、澤田麻里菜、真鍋齋組成4人的偶像組合「Light Green Save」於特別活動中出場。
動畫版
是346事務所的一名前輩偶像，第二话中出場時在346大樓的草地上彈結他。
是搖滾樂歌手，偶爾會在 live house 進行地下音樂演出。被後輩多田李衣菜視為目標。
獲得美城常務的發展機會，與松永涼、星輝子合組成搖滾樂隊進行活動。可是因為在美城常務的方針之下，一切安排都由事務所安排好了，樂隊的風格路線都不能由自己決定，一點也不「搖滾」，拒絕了美城常務的機會，并有意加入主角群的灰姑娘计划。
後期常與「*」和安部菜菜一同活動，也跟多田李衣菜兩人演出過。
松山久美子
於澀谷區域首次出場。淺棕色長髮少女。
從小憧憬著母親結婚時的美麗，一直十分注重展現自己的美麗魅力。
母親是鋼琴老師，在鋼琴教室幫忙的她也練得不錯的鋼琴技巧。
特訓合成為「NORMAL+」之後，舞台服裝是「Sunset Nostalgia」（サンセットノスタルジー），與本田未央、矢口美羽組成3人的偶像組合「Sunset Nostalgia」於特別活動中出場。
齊藤洋子
於秋葉原區域首次出場。淺棕色短髮少女。
充滿活力的健康女孩，喜歡運動。對於其美肌的秘訣在於進行運動出汗，由於常做運動出汗，也不擅於化妝。
特訓合成為「NORMAL+」之後，舞台服裝是「Light Green Save」（ライトグリーンセーフ），與木村夏樹、澤田麻里菜、真鍋齋組成4人的偶像組合「Light Green Save」於特別活動中出場。
澤田麻理菜
於秋葉原區域首次出場。棕色長髮女性。
喜歡沖浪的她，出身於沒有海岸的長野，常憧憬著住到海邊去。
自稱為姐姐，把製作人當成弟弟看待。
當初推出時名字為「澤田麻里菜」，後來更名為「澤田麻理菜」。
特訓合成為「NORMAL+」之後，舞台服裝是「Light Green Save」（ライトグリーンセーフ），與木村夏樹、齊藤洋子、真鍋齋組成4人的偶像組合「Light Green Save」於特別活動中出場。
矢口美羽
於池袋區域首次出場。黑色短髮束著團子髮髻的少女，特訓後束單馬尾。
是十分有禮貌講究禮儀的女孩。
特訓合成為「NORMAL+」之後，舞台服裝是「Sunset Nostalgia」（サンセットノスタルジー），與本田未央、松山久美子組成3人的偶像組合「Sunset Nostalgia」於特別活動中出場。
赤城米莉亞（配音：黑澤朋世）
游戏设定
於池袋區域首次出場。黑色中短髮，束著短短的雙馬尾小女孩。
活潑爽朗，好奇心旺盛，喜歡與人聊天。
動畫版
被選上加入「CINDERELLA PROJECT」的14位偶像候補生之一，是「CINDERELLA PROJECT」中最年少的一員，與年齡相近的城崎莉嘉成為朋友。
喜歡與人聊天的她，能與不同人交流。是唯一能理解神崎蘭子說話的人。
與諸星煌梨、城崎莉嘉組成3人的偶像組合「Decoration」（凸レーション）出道發行 CD，主打單曲「LETS GO HAPPY!!」。
於 Totokira學園（とときら学園）中演幼稚園學生角色。
愛野渚
於橫濱區域首次出場。棕紅色左右中分長髮少女，常束著單馬尾。
熱愛籃球的她，在學校裡是籃球隊的主將並擔住隊長一職。她的實力甚至能出戰全國賽，為了隊員的能力而擔心，因此把自己鍛鍊得很強悍。
特訓合成為「NORMAL+」之後，舞台服裝是「Canaria Summer」（カナリアサマー），與龍崎薰、大槻唯、姬川友紀組成4人的偶像組合「Canaria Summer」於特別活動中出場。
真鍋齋
於橫濱區域首次出場。淺棕色短髮少女。平常以頭巾把頭髮裹起來。
熱愛運動的她對任何運動都十分喜歡，包括跑步、跳舞、球技、游水樣樣皆能，就連假日也會到健身房鍛鍊。
如果沒有成為偶像的話，她的志願是成為體育老師。
特訓合成為「NORMAL+」之後，舞台服裝是「Light Green Save」（ライトグリーンセーフ），與木村夏樹、齊藤洋子、澤田麻理菜組成4人的偶像組合「Light Green Save」於特別活動中出場。
大槻唯（配音：山下七海）
游戏设定
於千葉區域首次出場。金色長曲髮少女。平時常喜愛戴著帽子。
喜歡吃糖果的她，會問雙葉杏拿糖果吃。另外，和相川千夏的關係也不錯。
特訓合成為「NORMAL+」之後，舞台服裝是「Canaria Summer」（カナリアサマー），與龍崎薰、愛野渚、姬川友紀組成4人的偶像組合「Canaria Summer」於特別活動中出場。
動畫版
被選上加入成為美城常務打造的 Project Krone 的成員之一，於 Autumn Festival 出道初演。
姬川友紀（配音：杜野真子）
游戏设定
於千葉區域首次出場。棕色長髮少女。
喜歡觀賞棒球賽事，會為球隊加油打氣。
特訓合成為「NORMAL+」之後，舞台服裝是「Canaria Summer」（カナリアサマー），與龍崎薰、愛野渚、大槻唯組成4人的偶像組合「Canaria Summer」於特別活動中出場。
動畫版
是346事務所的一名前輩偶像，與輿水幸子、小早川紗枝組成3人偶像組合「可愛的我與棒球就是這樣」（可愛い僕と野球どすえ）。
喜多見柚（聲：武田羅梨沙多胡）
游戏设定
「Normal」卡牌首次出現在「金幣」交換欄中。
淺棕色留海齊平的短髮少女。愛穿有兜帽的衣服。
在學校中參加羽毛球隊，擅長運動卻不擅長於纖細的編織工藝。
與工藤忍、綾瀨穗乃香、喜多見柚組成4人的偶像組合於特別活動中出場。
動畫版
第二集裡在346事務所與桃井小豆、工藤忍、綾瀨穗乃香一起在排練舞蹈。
上田鈴帆（配音：春野菜菜美）
游戏设定
棕紅色短髮少女。
是朝搞笑方向發展的藝人偶像，是搞笑能手，喜歡說有趣的話逗人高興，對於能讓人發笑感到自豪。
衣裝都是自己親手縫製的奇怪布偶裝束，例如鏡餅、南瓜、太陽、龍等造型。
動畫版
在第一集中的一個戶外廣告牌中亮相。
346事務所偶像，於第16集正式出場。
海老原菜帆
於埼玉區域首次出場。
黑色的頭髮，髮型是向上卷的復古髮型。
十分愛吃，而且特別愛吃小點心。擁有全系列中最豐滿的臀圍。
曾受過棟方愛海的「胸襲」。
及川雫（配音：野口百合）
游戏设定
於京都區域首次出場。黑色短髮的少女。
出身於老家的及川牧場，擁有豐富的務農經驗和知識，喜歡的動物是牛，喜歡的活動是擠牛奶和開拖拉機。
特訓合成為「NORMAL+」之後，舞台服裝是奶牛的裝束。
擁有全個系列中最豐滿的胸圍，會以驕人的胸圍來巨乳治癒。這個壓倒性的巨乳被上圍豐滿的松本沙理奈評為「武器」，不過單純的她其本人不明白其含意。
動畫版
在第五集中出場，與堀裕子、片桐草苗一起於交通安全活動中擔任宣傳大使。而且因為胸圍豐滿，襯衫太窄，而出現了一幕衣服胸口扣子爆開的意外。
小關麗奈（配音：長野佑紀）
於神戶區域首次出場。棕色長髮少女。
狂傲自大喜歡欺凌的小霸王，以「麗奈大人」自稱，十分唯我獨尊的性格。
常進行惡作劇捉弄他人，例如把人家的跑步機調快、在別人的鞋裡放入釘子等等。在特別活動中多以小惡魔的造型出場。
衛藤美紗希
於廣島區域首次出場。深棕色長髮少女。
當偶像之前是一名辦公室女郎。
常帶著輕小说，喜歡閱讀描寫女性自強的愛情小說。
與月宮雅、岸部彩華組成3人的偶像組合「GIRLS POWER」（ガールズパワー）
星輝子（配音：松田颯水）
游戏设定
於福岡區域首次出場。灰色長髮少女。
性格十分內向，不擅於與人溝通。時常一副奇怪陰沉的眼神和笑容。經常埋首培植蘑菇，甚至把蘑菇視為朋友。是蘑菇的專家，而且也擅長做蘑菇的菜色。
進行偶像活動時常是與原本反差甚大的重金屬搖滾風格。
與輿水幸子、白坂小梅組成3人的偶像組合「可愛的我與142’s」（カワイイボクと142's）於特別活動中出場。
與早坂美玲、森久保乃乃組成3人的偶像組合於特別活動中出場。
動畫版
是346事務所的一名前輩偶像。在女生宿舍生活，經常拿著蘑菇。
獲得美城常務的發展機會，與木村夏樹、松永涼合組成搖滾樂隊進行活動。可是因為木村夏樹的拒絕而告吹。
即使如此，仍在最終話與松永涼一同演出。
片桐早苗（配音：和氣杏未）
游戏设定
於名古屋區域首次出場。橘子色長髮女性。
當偶像之前是一名女警官。由於職業的關係，懂得空手道、柔道、合氣道這些武術，是個強悍的角色。
樣子看起來很年輕，其實已經是28歲的大姐姐了，是 PASSION 中最年長。擁有豐滿胸圍的她，是童顏巨乳的類型。
十分啫酒，無類任何酒類都喜歡。
與及川雫、堀裕子組成3人的偶像組合 「Sexy Guilty」於特別活動中出場。
動畫版
在第五集中出場，與及川雫、堀裕子一起於交通安全活動中擔任宣傳大使。
堀裕子（配音：鈴木繪理）
游戏设定
於北海道區域首次出場。棕色束單馬尾的長髮少女。
自稱擁有超能力，不過其超能力是有是無只有她本人才知道，不過肯定的她是一名超能力愛好者。手上常拿著勺子，當超能力發動時能把勺子彎曲。
目前努力練習其他方面的超能力，如透視力和瞬間轉移等。
與及川雫、堀裕子組成3人的偶像組合 「Sexy Guilty」於特別活動中出場。
動畫版
在第五集中出場，與及川雫、片桐早苗一起於交通安全活動中擔任宣傳大使。
西島櫂
於仙台區域首次出場。橘子色髮梢翹起的短髮少女。
擅長游泳，曾以當游泳健將為目標，最後選擇成為偶像。
當初製作人招募她的時候是在不准場入的場所，因此製作人被誤會是變態的，後來才化解了和製作人的誤會。
身型頗高，是全系列中第二高的角色。
的場梨沙（配音：集贝花）
於沖繩區域首次出場。黑色長髮束雙馬尾的少女。
自信十足的小學生，揚言沒有甚麼是做不來的。
深愛自己的父親，興趣是和爸爸約會，成為偶像的原因也是為了父親。
財前時子
於靜岡區域首次出場。棕紅色長髮少女。
有對他人施予虐待傾向的女王型角色。特訓後多以變態的虐待裝束示人，拿著鞭子和各種刑具。
言語傲慢，自視十分高，唯我獨尊的性格。
依田芳乃（配音：高田忧希）
於岡山區域首次出場。淺棕色束單馬尾長髮的少女。
擁有不可思議的神奇力量，因為感知製作人在發掘偶像而出現。
久川凪（配音：立花日菜）
与久川飒作为组合于2019年4月2日的巡演活动首次出现在音乐节奏游戏中。出身于德岛县，是久川飒的双胞胎姐姐，留有双马尾，性格较为沉默。
和黑埼千岁、白雪千夜一样，属于多个特别的首次登场角色（首先在音乐节奏游戏而不是在卡牌游戏登场，并首次登场就付声的角色）。

#### RARE （PASSION）
相葉夕美（配音：木村珠莉）
游戏设定
於秋葉原區域的關卡首次出場。淺黃色短髮少女。
興趣是園藝，喜歡逛花店和遊覽植物園。和家裡經營花店的澀谷凜關係良好。
誕生花是木蓮，花語為從大自然的愛。特訓後以花為題材的舞台服裝也是由她本人所設計。
野野村空
於澀谷區域的舞台服裝「Lovely Angel」（ラブリーアンジュ）集齊後首次出場。
棕色束雙馬尾長髮的少女。性格積極和樂觀。
擅長英語單詞，會唱英文歌。
濱川愛結奈
於千葉區域的關卡首次出場。棕色長卷髮少女。
愛穿牛仔裝束的打扮。擁有豐滿的胸圍而且身材出眾。
雖然在大阪出身但是不會說大阪腔。
若林智香
於橫濱區域的舞台服裝「Leading Star」（リーディングスター）集齊後首次出場。
橘子色束單馬尾及腰長髮少女。
是一名啦啦隊隊長，常穿著啦啦隊服裝示人。
喜歡啦啦隊的舞蹈，擅長跳舞。也曾教導過其他偶像跳舞，但不擅長唱歌。
城崎美嘉（配音：佳村遙）
游戏设定
粉紅長髮少女，平常束著單馬尾，特訓後以雙馬尾示人。平常是一身時髦少女的打扮，特訓後裝束較為性感。
雖然外表時髦，但實際上內心很純情。當和制作人獨處的時候便會害羞。
高中三年級學生，是城崎莉嘉的姐姐。和妹妹的關係十分好，與城崎莉嘉組成2人的偶像組合 「Familiar Twin」（ファミリアツイン）於特別活動中出場。
動畫版
城崎莉嘉的姐姐。是一名高中生模特兒，粉紅色的頭髮和時髦的打扮以及性感舞台服裝，展現出十分火辣的形象。
346事務所其中一名前輩偶像。與小日向美穗、佐久間麻由、川島瑞樹、日野茜組成偶像組合「Happy Princess」。提議讓三位新人島村卯月、澀谷凜、本田未央當她演出的伴舞。
在動畫中出場率非常的高，也是最頻繁關切灰姑娘企劃的前輩。
第二期同由于美城常务的改革要求放弃辣妹风格改为成熟女性风格，也曾因此失落，但最后还是恢复原有的风格。
城崎莉嘉（配音：山本希望）
游戏设定
金色長髮少女。
因為姐姐是偶像而當想偶像，希望成為像姐姐一樣受歡迎的偶像，所以角色造型也和姐姐相仿的时尚造型。
動畫版
被選上加入「CINDERELLA PROJECT」的14位偶像候補生之一，城崎美嘉的妹妹，與年齡相近的赤城米莉亞成為朋友。
與赤城米莉亞、諸星煌梨組成3人的偶像組合「Decoration」（凸レーション）出道發行 CD，主打單曲「LETS GO HAPPY!!」。
於 Totokira學園（とときら学園）中演幼稚園學生角色，由于和自己的时尚造型不符而有怠工的现象，但最终在众人的开导下表现符合时尚和幼稚園生的风格。
在最終話終於能和姐姐一同進行活動。
仙崎惠磨
金色超短髮少女。經常說話時的聲音很大。
特別喜愛皮革製品。
日野茜（配音：赤崎千夏）
游戏设定
橘子色束著馬尾的長髮少女。
十分精神充滿活力的熱血型角色。
在特別活動中與本田未央、高森藍子組成3人的偶像組合「Positive Passion」（ポジティブパッション）出場。
動畫版
346事務所其中一名前輩偶像。與小日向美穗、佐久間麻由、川島瑞樹、城崎美嘉組成偶像組合「Happy Princess」。
諸星煌梨（诸星琪拉莉）（配音：松崎麗）
游戏设定
橘子色波浪長髮少女。
擁有全系列中身高最高，體重最重的身軀。由於身形碩大，氣力也很大。聲音卻是十分嬌嗲。平常喜愛穿著顏色鮮明的可愛服飾。
動畫版
被選上加入「CINDERELLA PROJECT」的14位偶像候補生之一，与城崎美嘉的妹妹和年齡相近的赤城米莉亞成為朋友。
與赤城米莉亞、城崎莉嘉組成3人的偶像組合「Decoration」（凸レーション）出道發行 CD，主打單曲「LETS GO HAPPY!!」。
和雙葉杏感情非常好，由於身形比雙葉杏巨大得多，因此經常抱著或提著雙葉杏的場面。
在第十七話中擔任 Totokira學園（とときら学園）電視節目的主持，演老師的角色。
十時愛梨（配音：原田瞳）
游戏设定
橘子色束雙馬尾的長髮少女。
擁有一張童臉的大學一年級生，擅長做蛋糕的她得到其他偶像的讚美。
性格天然純真，曾發生在眾人面前不經意地差點便脫衣的驚險場面，對自己的形象並不在意。
第一屆灰姑娘总选举第一位得主。
動畫版
346事務所其中一名前輩偶像。
於第九集中的電視綜藝節目「筋肉 de don ! Muscle castle !!」中，與川島瑞樹一起擔任主持。
在第十七話中擔任 Totokira學園（とときら学園）電視節目的主持，演老師的角色。
娜塔莉亞（配音：生田辉）
黑色及肩短髮，棕色皮膚的外國人少女。
特訓後的服飾以異國風為主。
日本語不是很靈光，目前在跟市原仁奈學習日語。
由於在炎熱的國度出身，因此比較怕冷，也因而喜歡泡溫泉。
相馬夏美
黑色及肩短曲髮女性。
當偶像之前是一名機艙空中服務員。對於透過偶像招募成為偶像而發現了自我能發揮的新場所而感到恩惠。
對於決定的事情會貫徹始終的倔強性格。
由於曾經當過空服，習慣與人溝通。受前職業的影響，目前還繼續著對著鏡子練習笑容的習慣。
不擅長的是唱歌。
槙原志保
於靜岡區域的舞台服裝集「Tea Flaovr Maid」（ティーフレーバーメイド）齊後首次出場。
黃褐色長髮少女。
當偶像之前是一名餐廳服務員，在從前工作的地方被發掘招募成為偶像的。
向井拓海（配音：原优子）
游戏设定
黑色長髮少女。擁有驕人的豐滿胸圍。
高中學生，原本是穿著特攻服的不良少女，言語十分粗暴。喜歡小動物，會收養被遺棄的小貓。
由於興趣是改裝電單車，與興趣相近的木村夏樹、原田美世、藤本里奈是朋友。
以她為主角的漫畫WILD WIND GIRL刊載於月刊少年CHAMPION。
市原仁奈（配音：久野美咲）
游戏设定
橘子色長髮的小女孩。
經常穿著各種各樣可愛動物造型的布偶服裝。
與橫山千佳、龍崎薰同屬此作中最年少的偶像。
動畫版
346事務所偶像，於第16集出場。
於 Totokira學園（とときら学園）中演幼稚園學生角色。
杉坂海
黑色束馬尾的長髮少女。
因為家中弟弟眾多，只有她自己是長女，因而變得很像男孩子的性格。雖然如此，也憧憬著女性的打扮，喜愛民族色彩的服裝。
老家位處的地方是瀨戶內海附近，從小便擅長滑浪風帆。不過對於唱歌和跳舞便很不擅長。
喜多日菜子（声优：深川芹亚）
淺棕色及肩短髮少女。
喜歡妄想的她，經常憧憬著童話一般的白馬王子出現的少女綺夢，而且還會在傻笑。嚴重的時候，甚至在工作演出時，也忽然進入妄想的狀態而不能自拔。
北川真尋
棕色短髮，戴著眼鏡的少女。
在學校的田徑隊擔任副隊長。擅長短跑卻耐力不足以應付長跑。平常是戴著眼鏡，比賽時便改為戴隱形眼鏡。
瑪麗·柯克蘭
金色束雙馬尾的長髮小女孩。
因為是外國人的關係，比較早熟。希望長成淑女，還會妒忌胸脯大的偶像。
有一位長得跟大槻唯很像的姐姐。
初推出時三圍是B83/W58/H87，後來修正為B70/W58/H72。
小松伊吹
橘子色束馬尾的短髮少女。
擅長跳舞，對舞蹈練習也很認真。
三好紗南
紫色束著兩條麻花辨子的長髮少女。
喜歡電玩的少女，目標是擔任遊戲展或遊戲相關的工作。
對電子遊戲的狂熱，還經常帶著手提遊戲機隨時玩耍。對於成為偶像之後受約束不能玩通宵而不滿。
除了手提機和家庭電視遊戲機之外，也會到遊戲中心遊玩。
說話之中，經常會使用例如「親密度」、「必殺技」等電子遊戲術語。
凱蒂·格拉漢姆
橘子色短曲髮少女。
在美國出生，於日本東京淺草長大的外國人少女。
難波笑美（配音：伊達朱里紗）
游戏设定
於大阪區域的關卡首次出場。棕色短曲髮少女。
與藝人聊天時接受了偶像選拔因而被選上了成為偶像，志向是走搞笑路線。
拿著相聲用的扇子，有搞笑特質。
動畫版
346事務所偶像，於第16集出場。
自稱除了會搞笑之外便沒剩甚麼。在美城常務改革的方針下，不容許偶像繼續有搞笑的形象，演出的藝能綜藝節目也因此被中止。
濱口菖蒲（配音：田澤茉純）
於京都區域的舞台服裝集齊後首次出場。
黑色束著糰子和馬尾的長髮少女。常穿著忍者裝束。
與祖父一起看時代劇受其影響，特別喜歡忍者，志願成為忍者偶像。
對於其本人是否會忍術這一點沒有明確資料評明。在特別活動中，曾以三個忍術分身的濱口菖蒲組成的偶像組合「KUNO-菖蒲忍法帖」出場。除了中間的濱口菖蒲是其本人的真身，其餘兩個是以電腦特效造出來的效果。
動畫版
346事務所偶像，於第16集出場。
村上巴（配音：花井美春）
於廣島區域的關卡首次出場。紅色短髮少女。
被父親勸說而成為偶像。
穿著和風色彩的和服，是一名演歌偶像。
土屋亞子
游戏设定
淺棕色及肩短髮，戴眼鏡的少女。
喜歡金錢，是守財奴，手中常拿著計算機來計算著。
於「新人偶像製作」的特別活動中首次出場，同期出場的遇有村松櫻和大石泉，三人合組成偶像組合「New Wave」（ニューウェーブ），並以能夠演出為目標。
動畫版
第二集裡在346事務所與村松櫻、大石泉一起在進行特訓。
首藤葵
於福岡區域的舞台服裝「Radical Tradition」（ラジカルトラッド）集齊後首次出場。
黑色束麻花辮子的長髮少女。
來自九洲說大分口音的的少女，當偶像之前看來像是在大分從事當地的地方偶像。
家裡開餐廳，她本人也喜歡烹飪。
冴島清美
於沖繩區域的關卡首次出場。黑色短髮少女。
在學校裡擔任風紀委員，自稱「超☆ 風紀委員」。
是個特訓前後外型上差異很大的女生。特訓前是很戴著眼鏡，束兩紮蓬鬆的短辮子，留海上夾著幾個髮夾的土氣女生；特訓後不戴眼鏡，頭髮披散下來，穿上偶像風格的裝束。
手臂上經常戴著以不同主題命名的「超☆ XX」臂章是其特色。
佐藤心（配音：花守由美里）
於長野區域的關卡首次出場。金色及肩長髮女性。
因其名姓氏的日語發音和砂糖一樣，因此自稱「砂糖‧心」，並稱要帶給支持者甜甜的心。
26歲的超齡裝嫩偶像，穿著可愛的服飾，以一身「萌」的形象和裝嗲的聲線出場。
舞台服裝的特點，是自己製作的可拆下的心型裝飾，於舞台演出時，可以拆下來作為道具。
梦见璃亚梦（配音：星希成奏）
于2019年2月9日加入到“鸟取地区”关卡作为BOSS初登场，为护士装打扮的偶像形象，兴趣为深夜的意味深长的诗歌、现场参战。

#### S RARE （PASSION）
南條光（配音：神谷早矢佳）
黑色長髮的少女。
十分喜歡特攝片英雄，為了特攝英雄而成為偶像。特訓後以特攝英雄的裝束示人。
由於小關麗奈經常演反派的魔王角色，因此在特別活動中經常與南條光配對出場。
伊芙·珊德克羅絲（Eve Santa Claus，配音：松永茜）
白色長髮少女。
經常帶著馴鹿一起出沒的聖誕女郎，是遊戲初期的活動「聖誕夜的奇蹟」中出場的角色，根据故事背景，可能是作品世界中圣诞老人的象征。
作为灰姑娘总选举替代的Stage for Cinderella 2022正赛第一名得主。于2023年圣诞节前夕的游戏内活动获得付声机会。

#### 韩国版专有角色
林有珍
在日本居住的高中生，在恰巧与制作人问路的时候被相中而成为偶像。

### TRAINER
四位指導老師是遊戲中的非偶像卡牌角色，主要用來在練習中提升偶像卡牌的經驗值。卡牌顏色為綠色，徽號和 PASSION 同為太陽。
全部配音均为藤村步，2019年事务所宣布无限期停止业务后，2022年11月起，由佐仓绫音接替（原有的配音资料不变）。
大師級指導老師（青木麗）
黑色短髮女性。
能幫助偶像卡牌提升經驗值、以及特技特級。
青木姐妹的姐姐，說話和形象屬中性。
能幫助偶像卡牌提升經驗值、以及特技等級。而且能更進一步提升偶像卡牌的特技等級上限。
資深指導老師（青木聖）
游戏设定
黑色長髮女性。
青木姐妹的二妹，和姐姐一樣形象說話比較中性。
能幫助偶像卡牌提升經驗值、以及特技等級。
動畫版
在 346事務所中負責培訓舞蹈的指導老師。
指導老師（青木明）
游戏设定
黑色中長髮少女。
青木姐妹的三妹，打扮在四姐妹中比較女性化。
能幫助偶像卡牌提升經驗值。
動畫版
在 346事務所中負責培訓唱歌的指導老師。
新人指導老師（青木慶）
游戏设定
黑色長髮少女。
青木姐妹的最幼妹。目前還是學生，同時兼顧學業和新人指導老師的工作。
能幫助偶像卡牌提升經驗值。
動畫版
指導老師的妹妹，是一名新人指導老師。

## 客串角色

### 765事務所
《THE IDOLM@STER 2》中「765事務所」的 13 位偶像在此作中，曾於特別活動中客串出場，在此作中出場時按此作的屬性包括如下：
- Cute：高槻彌生、菊地真、我那霸響、天海春香
- Cool：如月千早、三浦梓、秋月律子、四條貴音
- Passion：萩原雪步、雙海亞美、雙海真美、星井美希、水瀨伊織

個人檔案與角色外型皆來自《THE IDOLM@STER 2》的設定。角色的出生地一欄均顯示為：「765事務所」，除了我那霸响标注为「冲绳」。
如《THE IDOLM@STER 2》的設定，秋月律子是以偶像的身份出場，雙海亞美、雙海真美是以個別角色的兩個角色單獨出場。

#### 节奏游戏《星光舞台》特别登场
茱莉亚（Julia，声优：爱美）、最上静香（声优：田所梓）
与《偶像大师 百万人演唱会！剧场时光》的联动活动，以组合“D/Zeal”和本系列组合“ROCK THE BEAT”（多田李衣菜、木村夏树）一同登场。

### 876事务所
《偶像大师 深情之星》中“876事务所”的3位偶像和其他角色在2016年12月9日的卡牌游戏中客串登场，以R级卡牌出现。
- Cute：日高爱、赛内莉亚、武田苍一、冈本真奈美
- Cool：水谷绘理、尾崎玲子
- Passion：秋月凉、樱井梦子、日高舞

## 其他非卡牌角色
製作人（配音：武内骏辅（动画））
游戏设定
此作遊戲的主人公，男性，其餘資料不詳。
從此作遊戲中連載的五格漫畫「CINDERELLA GIRLS 劇場」（シンデレラガールズ劇場）中可知製作人是穿著紫藍色西服，紅色領帶，白恤衫，不露面的男性角色。
動畫版
346事務所的一名製作人，負責「CINDERELLA PROJECT」偶像項目，統整負責前期偶像招募，安排培訓，偶像出道安排、宣傳、發行唱片、舉行演唱會等工作。
面目陰沉，不擅言詞，卻是一個沉穩、誠實的人。对选择岛村、涩谷、本田进入策划的原因是「笑容」。
千川千尋（配音：佐藤利奈）
游戏设定
淺棕色束麻花辮子的長髮女性。穿著淺綠色套裝制服。
是遊戲中玩家們的嚮導角色，並不設有偶像卡牌。從遊戲開始的教學模式、每日登入獎賞、道具商店、特別活動中達到特定分數時都會出現，出場率高。
動畫版
製怍人的助理，替製作人安排事務。是相當於「偶像大師」作品中音無小鳥的角色。
細心和溫柔，能觀察到他人的需要。會贈送能量補充飲品替別人打氣。
動畫中，掛在身上的名牌寫著「千川」，而遊戲則寫著日文名字。

## 动画版特别角色
今西部長（配音：小松史法）
动画版登场角色，346Pro制作部部长，也是本作制作人的上司。看上去是一名矮小、平静和善的老人。
对制作人所策划的灰姑娘策划持默许支持的态度，也一直制作人对项目所带来的问题的解决能力相当放心。
名字“今西”出现在第一期第7话预告和当话中。
美城常务（配音：田中敦子）
动画版登场角色，346Pro所属公司董事长的孙女，在第二期故事从美国子公司归来担任日本公司的偶像项目主管。上任后要求立即停止所有现有偶像项目的运作，并调整为以艺术表现为方针的偶像培养路线。但因此被众多以娱乐为方针的旗下偶像和主角们的不满。虽然勉强同意本作制作人继续灰姑娘项目的相关策划，但仍固执坚持自己的方针。最終在眾多偶像的表現和製作人的說服，認同其偶像的觀點而保留了「灰姑娘企划」。